# Olivier Allemane
Ne doit pas être confondu avec Olivier Alleman.
Pour les articles homonymes, voir Allemane.
Olivier Allemane, né le 1er janvier 1959 à la Châtre (Indre, France), est un peintre, dessinateur, éditeur et sérigraphe français,,.

## Biographie
De 1984 à 1986, Olivier Allemane réalise des pochoirs sur les murs de Paris.
Entre 1987 et 1993, il réalise les affiches de concerts de l'organisation Barrocks.
De 1989 à 1991, il participe à des évènements de peinture en direct avec le groupe Sortie du zine, dans divers festivals en France.
Depuis 1986, il présente ses images dans le cadre d’expositions personnelles ou collectives.
En 2008, il cofonde, avec Anne Van der Linden, la revue Freak Wave.

## Livres graphiques
- Epidémie de p'tits pois, 1990
- Histoire sous cutanée, 1992
- Arôme d'oseille, 1994
- Souvenir du garage, 1994
- Toujours le cœur sur la main, 1997
- Toujours ravi de donner de mes nouvelles à mon public, 1997
- Toujours du poils entre les dents, 1998
- Ah le manitou. Révélations scientifiques, 2000
- J'éblouis de plus en plus, 2000
- Mille baisers pour mon amour, 2000
- Par amour pour moi, 2001
- Poussais-je mémé dans les orties ?, 2001
- Tout l'amour du monde, 2001
- A demain les amies, 2002
- Blobs, 2002
- Vive la mariée, 2004
- Ce soir j'ai les enfants à dîner, 2005
- Longtemps je me suis cru magicien alors que je ne suis que généreux, 2005
- Un être de lumière, 2005
- Images insolentes du bonheur, 2007
- La Vérité a besoin de moi, 2007
- Cortège d'Orphée, 2009

## Galerie

Olivier Allemane
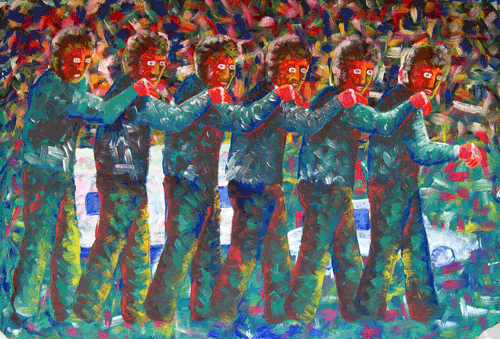
Le Petit Train de l'amitié (2007)